# Pjesma Eurovizije 1992.
Eurovizija 1992. je bila 37. Eurovizija koja je bila održana 9. svibnja 1992., u Malmöu, Švedska. Voditelji su bili Harald Treutiger i Lydia Cappolicchio. Linda Martin, predstavljajući Irsku, je pobijedila ovu Euroviziju s pjesmom "Why Me?". Pjesmu je napisao Johnny Logan, koji je osvojio Euroviziju 1980 kao pjevač i 1987 kao pjevač i kompozitor. Natjecanje je održano na Malmö Mässan pozornici koja je bila postavljena u obliku jednog Viking pramca sa zmajem u središtu i zvijezdom na svakoj strani. Žene odjevene u švedske boje (žuta i plava) su otvorile natjecanje. Nastavilo se tradicijom filmskih razglednica zasnovanih na svakoj zemlji. Prošlogodišnja pobjednica, Carola se pojavila na pozornici u bijeloj haljini i pjevala pjesmu "All the Reasons to Live". Ovu Euroviziju obilježilo je prvo i posljednje sudjelovanje Savezne Republike Jugoslavije. Jedina izvođačica treće Jugoslavije bila je Extra Nena s pjesmom "Ljubim te pesmama". Ujedinjeno Kraljevstvo je poslalo Michaela Balla sa suvremenom pop-baladom "One Step Out of Time" koja je bila favorit za pobjedu. Međutim, Irska je poslala Lindu Martin, koja je osvojila 2. mjesto 1984. u Nizozemskoj, ali je još jednom uparena s Johnnyjem Loganom, koji je osvojio dva puta Euroviziju.  Na kraju, Irska je osvojila natjecanje s 16 bodova više od Ujedinjenog Kraljevstva, počevši lanac irskih pobjeda u 90-ima. Malta s pjesmom "Kid" u izvedbi Marije Spiteri je osvojila 3. mjesto s 123 bodova. Švedska, zemlja domaćin, osvojila je 22. mjesto. Svaka zemlja imala je žiri koji je dodijelio 12, 10, 8, 7, 6, 5, 4, 3, 2 i 1 bod deset najboljih pjesama. Švicarska predstavnica Daisy Auvray nije evidentirana. Geraldine Olivier je originalni dobitnik Švicarskoga finala, ali je bio diskvalificiran.

## Rezultati
| Broj | Zemlja                 | Jezik                         | Pjevač                       | Pjesma                                                | Pozicija | Bodovi |
| ---- | ---------------------- | ----------------------------- | ---------------------------- | ----------------------------------------------------- | -------- | ------ |
| 1    | Španjolska             | španjolski                    | Serafín                      | "Todo esto es la música"                              | 14       | 37     |
| 2    | Belgija                | francuski                     | Morgane                      | "Nous, on veut des violons"                           | 20       | 11     |
| 3    | Izrael                 | hebrejski                     | Dafna Dekel                  | "Ze Rak Sport"                                        | 6        | 85     |
| 4    | Turska                 | turski                        | Aylin Vatankoş               | "Yaz Bitti"                                           | 19       | 17     |
| 5    | Grčka                  | grčki                         | Cleopatra                    | "Olou Tou Kosmou I Elpida" (Όλου του κόσμου η Ελπίδα) | 5        | 94     |
| 6    | Francuska              | francuski, haićanski kreolski | Kali                         | "Monté la riviè"                                      | 8        | 73     |
| 7    | Švedska                | švedski                       | Christer Björkman            | "I morgon är en annan dag"                            | 22       | 9      |
| 8    | Portugal               | portugalski                   | Dina                         | "Amor d'água fresca"                                  | 17       | 26     |
| 9    | Cipar                  | grčki                         | Evridiki                     | "Teriazoume" (Ταιριάζουμε)                            | 11       | 57     |
| 10   | Malta                  | engleski                      | Mary Spiteri                 | "Little Child"                                        | 3        | 123    |
| 11   | Island                 | islandski                     | Heart 2 Heart                | "Nei eða já"                                          | 7        | 80     |
| 12   | Finska                 | finski                        | Pave Maijanen                | "Yamma, yamma"                                        | 23       | 4      |
| 13   | Švicarska              | francuski                     | Daisy Auvray                 | "Mister Music Man"                                    | 15       | 32     |
| 14   | Luksemburg             | luksemburški                  | Marion Welter & Kontinent    | "Sou fräi"                                            | 21       | 10     |
| 15   | Austrija               | njemački                      | Tony Wegas                   | "Zusammen geh'n"                                      | 10       | 63     |
| 16   | Ujedinjeno Kraljevstvo | engleski                      | Michael Ball                 | "One Step Out of Time"                                | 2        | 139    |
| 17   | Irska                  | engleski                      | Linda Martin                 | "Why Me?"                                             | 1        | 155    |
| 18   | Danska                 | danski                        | Kenny Lübcke & Lotte Nilsson | "Alt det som ingen ser"                               | 12       | 47     |
| 19   | Italija                | talijanski                    | Mia Martini                  | "Rapsodia"                                            | 4        | 111    |
| 20   | SR Jugoslavija         | srpski                        | Extra Nena                   | "Ljubim te pesmama" (Љубим те песмама)                | 13       | 44     |
| 21   | Norveška               | norveški                      | Merethe Trøan                | "Visjoner"                                            | 18       | 23     |
| 22   | Njemačka               | njemački                      | Wind                         | "Träume sind für alle da"                             | 16       | 27     |
| 23   | Nizozemska             | nizozemski                    | Humphrey Campbell            | "Wijs me de weg"                                      | 9        | 67     |

| Pjesma Eurovizije | Pjesma Eurovizije |
| --- | ----------------- |
| |                   |
| 01956. • 1957. • 1958. • 1959. • 1960. 1961. • 1962. • 1963. • 1964. • 1965. • 1966. • 1967. • 1968. • 1969. • 1970. 1971. • 1972. • 1973. • 1974. • 1975. • 1976. • 1977. • 1978. • 1979. • 1980. 1981. • 1982. • 1983. • 1984. • 1985. • 1986. • 1987. • 1988. • 1989. • 1990. 1991. • 1992. • 1993. • 1994. • 1995. • 1996. • 1997. • 1998. • 1999. • 2000. 2001. • 2002. • 2003. • 2004. • 2005. • 2006. • 2007. • 2008. • 2009. • 2010. 2011. • 2012. • 2013. • 2014. • 2015. • 2016. • 2017. • 2018. • 2019. • 2020. 2021. • 2022. • 2023. • 2024. • 2025. • 2026. |                   |

| Pjesma Eurovizije | Pjesma Eurovizije |
| --- | ----------------- |
| |                   |
| 01956. • 1957. • 1958. • 1959. • 1960. 1961. • 1962. • 1963. • 1964. • 1965. • 1966. • 1967. • 1968. • 1969. • 1970. 1971. • 1972. • 1973. • 1974. • 1975. • 1976. • 1977. • 1978. • 1979. • 1980. 1981. • 1982. • 1983. • 1984. • 1985. • 1986. • 1987. • 1988. • 1989. • 1990. 1991. • 1992. • 1993. • 1994. • 1995. • 1996. • 1997. • 1998. • 1999. • 2000. 2001. • 2002. • 2003. • 2004. • 2005. • 2006. • 2007. • 2008. • 2009. • 2010. 2011. • 2012. • 2013. • 2014. • 2015. • 2016. • 2017. • 2018. • 2019. • 2020. 2021. • 2022. • 2023. • 2024. • 2025. • 2026. |                   |